# Bimbo (studentförening)
BIMBO är sektionsföreningen på Bibliotekshögskolan, vid Högskolan i Borås. Förkortningen BIMBO stod tidigare för Biblioteks- och Informationsvetenskap Med BOkhandelsutbildning, men sedan bokhandelsutbildningen inte längre finns kvar står förkortningen numera för Biblioteks- och InforMationsvetenskap i BOrås. Mellan 1990 och 1992 användes inte namnet BIMBO.
Mellan åren 1973 och 1994 gav BIMBO ut en tidskrift vid namn I Carlssons Klister. Tidskriften fick troligen sitt namn av att den dåvarande utbildningsministern Ingvar Carlsson låg bakom initiativet att förlägga Bibliotekshögskolan till sin hemstad Borås och därmed flytta utbildningen som tidigare funnits i Stockholm.
Färgen på BIMBO:s studentoverall är svart.